# 長野重一
長野 重一（ながの しげいち、1925年3月30日 - 2019年1月30日）は、日本の写真家。

## 来歴
1925年 (大正14年) 3月30日、大分県魚町で歯科医の生野廿一、母・もと子の次男として生まれた
。まもなく、子供のなかった叔父で実業家の長野善五郎・千佐夫妻の養子に出された。長野夫妻は東京在住だったが、重一は実の父母と大分で暮らしていた。
重一が大分を離れて東京に移り住むのは、1932年 (昭和7年) 以降のことである。この年、東京・高輪にあった養父母の家へ移った。ただ、前年に養父の善五郎は亡くなっている。東京に移住してからは、高輪小学校に転入したが、1935年 (昭和10年) には慶應義塾幼稚舎へ転入、その後、1938年 (昭和13年) に慶應義塾普通部へ進学、1942年 (昭和17年) に慶應義塾経済学部大学予科入学、1947年 (昭和22年) 9月に慶應義塾大学経済学部を卒業した。1945年 (昭和20年) には空襲で高輪の家を焼失したため逗子市に転居、召集令状を受け取るなどの憂き目に会うが、入隊前に終戦になったため兵隊にとられることはなかった。終戦後は、『キネマ旬報』などの映画雑誌での撮影や、DP屋、家庭教師などのアルバイトで生活していた。
写真歴は、慶應幼稚舎に入ったころに浅草で買ったおもちゃのカメラに夢中になったのが最初で、その後も普通部の時代に、実父に買ってもらったオリンピック・ジュニアで撮影に熱中したり、予科在学時に写真サークル「フォトフレンズ」に入会するなどしていた。「フォトレンズ」では野島康三の指導を受けた。長野の写真が本格的に世間に知られ始めるのは、1946年にマミヤ光機製作所の懸賞で入選、第1回六光会光画展 (東京・日本橋・三越) で展示されたのが最初である。
1947年 (昭和22年) 9月に大学を卒業して商社に就職したが、闇屋の仕事への嫌悪感と写真への情熱が捨てがたく、わずか1週間でやめてしまう。その後、フォトフレンズの先輩だった三木淳に誘われ『週刊サンニュース』の編集部員としてサンニュースフォトス社へ入社した。カメラマンではなく編集部員として入ったのは、『サンニュース』にはすでに三木や木村伊兵衛をはじめとしたプロのカメラマンが多数いたからである。長野は、このときの編集長・名取洋之助から雑誌編集の基礎を叩き込まれた。

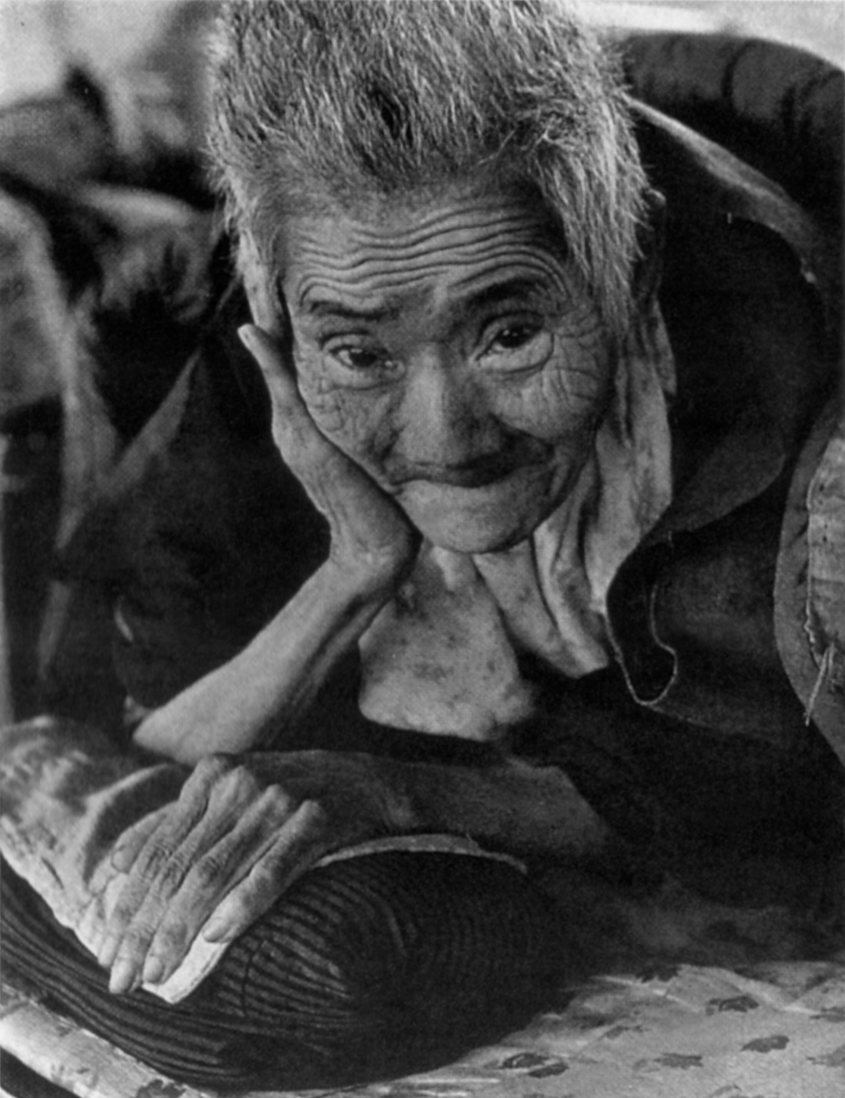
「養老院の老婆」(1948年、長野重一撮影)

『サンニュース』に在籍時代の長野は編集者として活動していたので撮影していなかったが、1948年 (昭和23年) に、たまたまカメラマンが全員出払っていて誰も撮影できないという事情から長野が写真を任されたことがあり、これが後々の転機につながった。長野は、名取の使っていた古いローライコードを持たされて浴風園という東京杉並区にあった老人ホームへ撮影に出かけて、そこで栄養失調と結核で瀕死にある老婆を撮影した。本来なら、この時の写真は『週刊サンニュース』に長野の名前で掲載されるはずだったが、その前に『サンニュース』は赤字のために廃刊になってしまい、写真はお蔵入りになった。プロとしての第1作がお蔵入りになったことがなんとしても惜しかった長野は、こっそりアルス・カメラの『アルス年鑑』へ応募したところ、これが特選に選ばれるという幸運に恵まれ、以降、本気でプロのカメラマンへの転向を考えるようになった。
サンニュースフォトスは倒産したが、その直後、名取は運よく、岩波映画製作所が計画していた『岩波写真文庫』刊行のために編集責任者として声をかけられた。1949年 (昭和24年) 12月、長野は名取から誘いを受け同文庫の写真撮影スタッフとして参加、ここで約4年間にわたって、『鎌倉』、『いかるがの里』、『長崎』、『広島』などおよそ60冊の撮影を担当した。1951年 (昭和26年) には岩波写真文庫以外にも、岩波書店の『世界』の撮影も担当するようになった。同年 (昭和36年) 5月には渡辺邦子と結婚している。
1954年 (昭和29年) にフリーとなり総合誌や写真雑誌でルポルタージュを発表。東京を対象とした作品も多く撮影している。フリーになってからの長野は、当時の時代状況もあって、社会派のフォト・ルポルタージュ作家としての活動が多かった。しかし、一方で長野の写真は「偏向した態度」の撮影である、「報道という立場にたつ」者として評価できないなどの悪評もついて回った。
一方で、長野は写真撮影以外の仕事も手掛けるようになった。1959年 (昭和34年) には「出雲神楽」(テレビ用記録映画「年輪の秘密」の中の1本) の撮影を担当、1960年代からは映画カメラマンとしても活躍し、市川崑監督の記録映画『東京オリンピック』などに参加した。
『東京オリンピック』で知り合ってからは、人形劇映画「トッポ・ジージョのボタン戦争」(1968年)、人形劇映画「つるのおんがえし」(1970年) と、市川と共同業することが多く続く。同時期にはTV CMのカメラマンとしても活躍。CM時代からの付き合いで大林宣彦監督の映画も数本、撮影カメラマンを担当した。
1960年代以降、長野は映画やCMの分野で有名になり写真家としては次第に忘れられていったが、1986年 (昭和63年) に個展「遠い視線」を開催して、再び写真の世界に戻った。
1998年に岩波書店から刊行されたシリーズ『日本の写真家』(全40巻・別冊1)では、飯沢耕太郎や木下直之とともに編集委員を務めている。

## 代表作
- シリーズ「遠い視線」
  - 1986年度伊奈信男賞受賞。
  - このシリーズについては、1989年にIPCから同名の写真集が刊行されている。

## 栄典
勲四等旭日小綬章（1998年）

## 主要な個展
- 長野重一写真の仕事・この国の記憶／東京都写真美術館／2000年

## 主な文献
- 「長野重一　日本の写真家28」岩波書店、1999年

## 撮影に参加した大林宣彦映画作品
- 可愛い悪魔（1982年・TV）
- 日本殉情伝 おかしなふたり ものくるほしきひとびとの群（1986年）
- 北京的西瓜（1989年）
- ふたり（1990年・TV、1991年・映画）
- はるか、ノスタルジィ（1992年）- 冬景色の撮影のみ

## ギャラリー

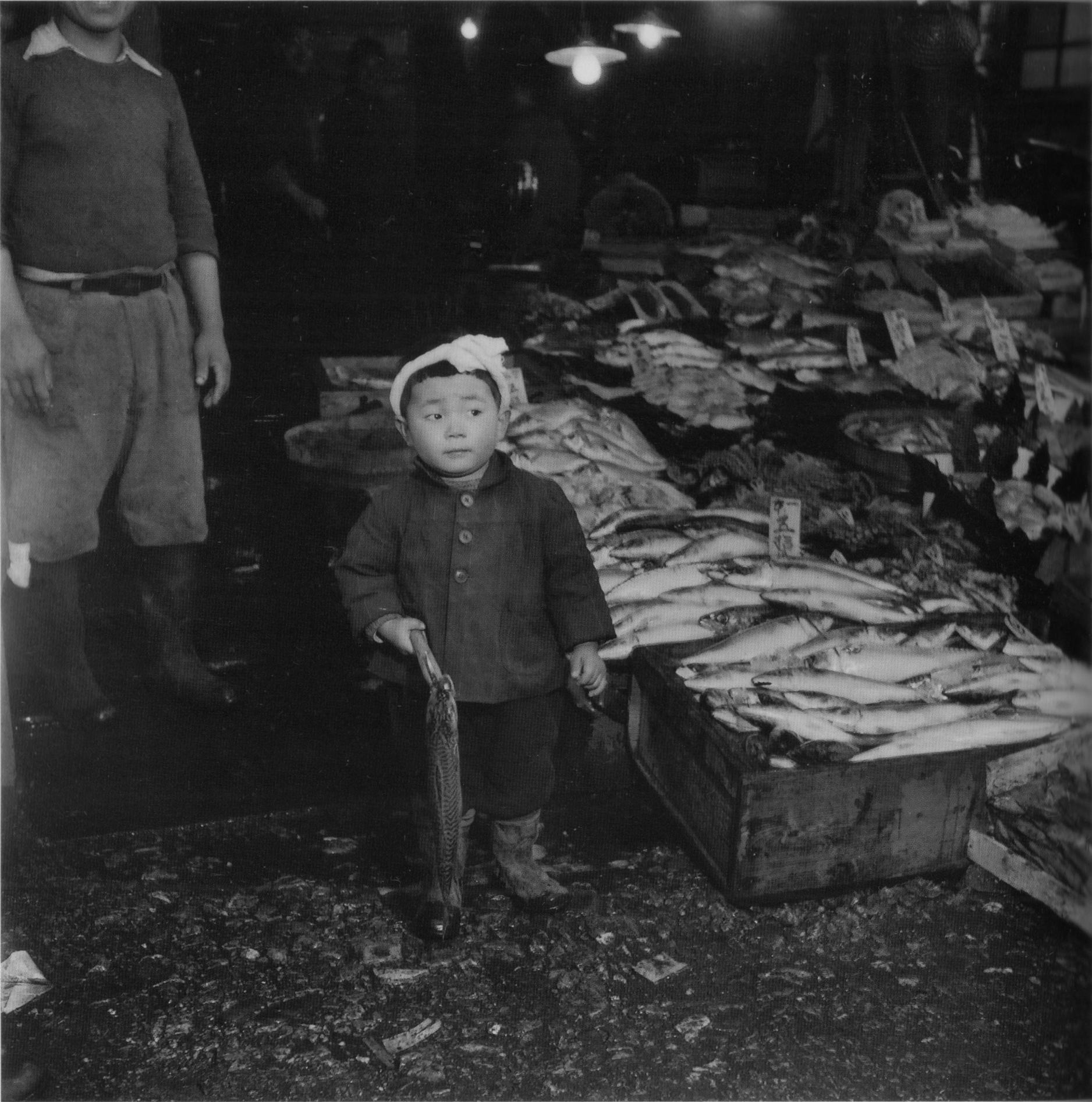
「魚屋のこども」(1949年)
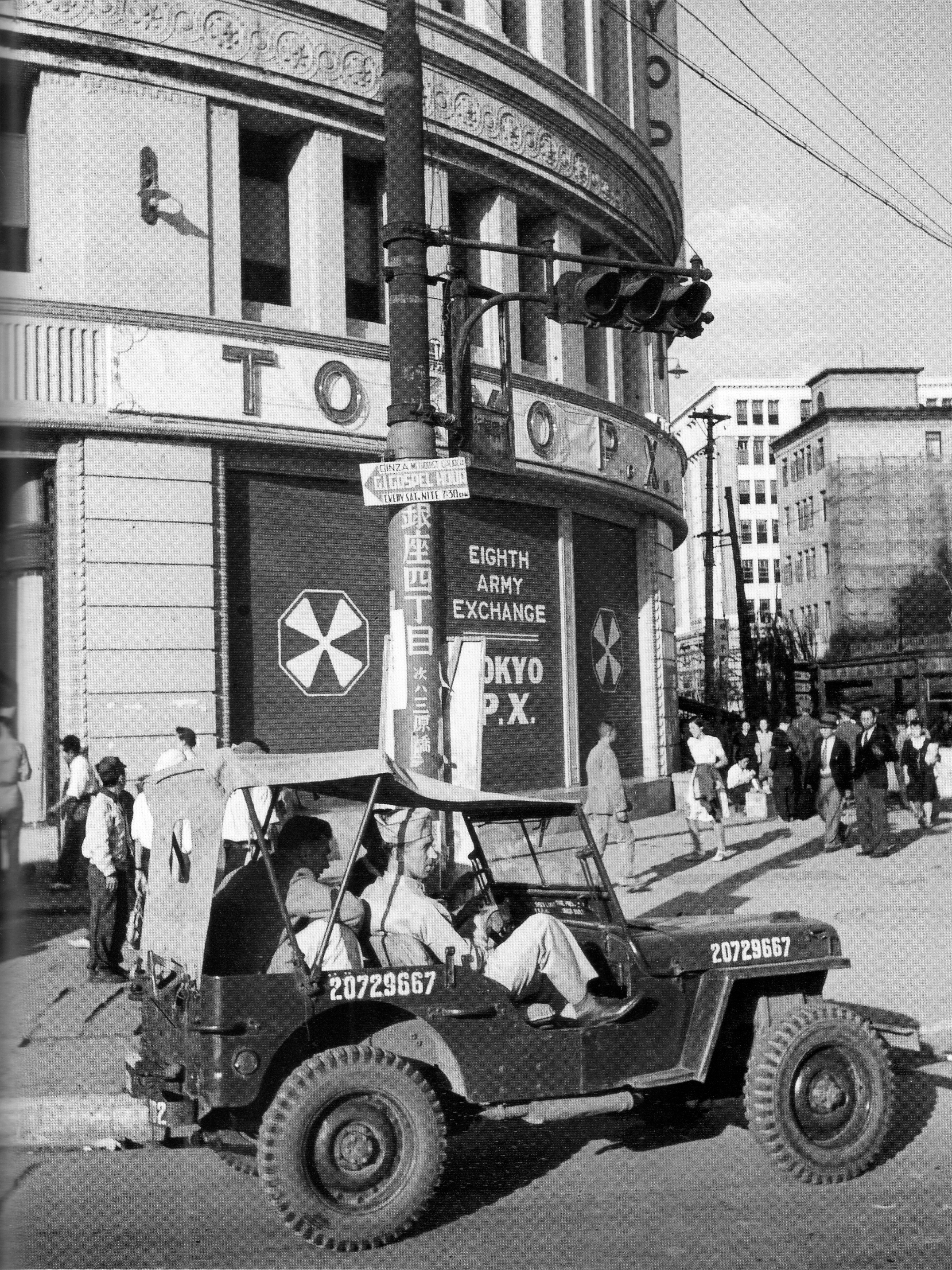
「占領軍のジープ」(1946年)
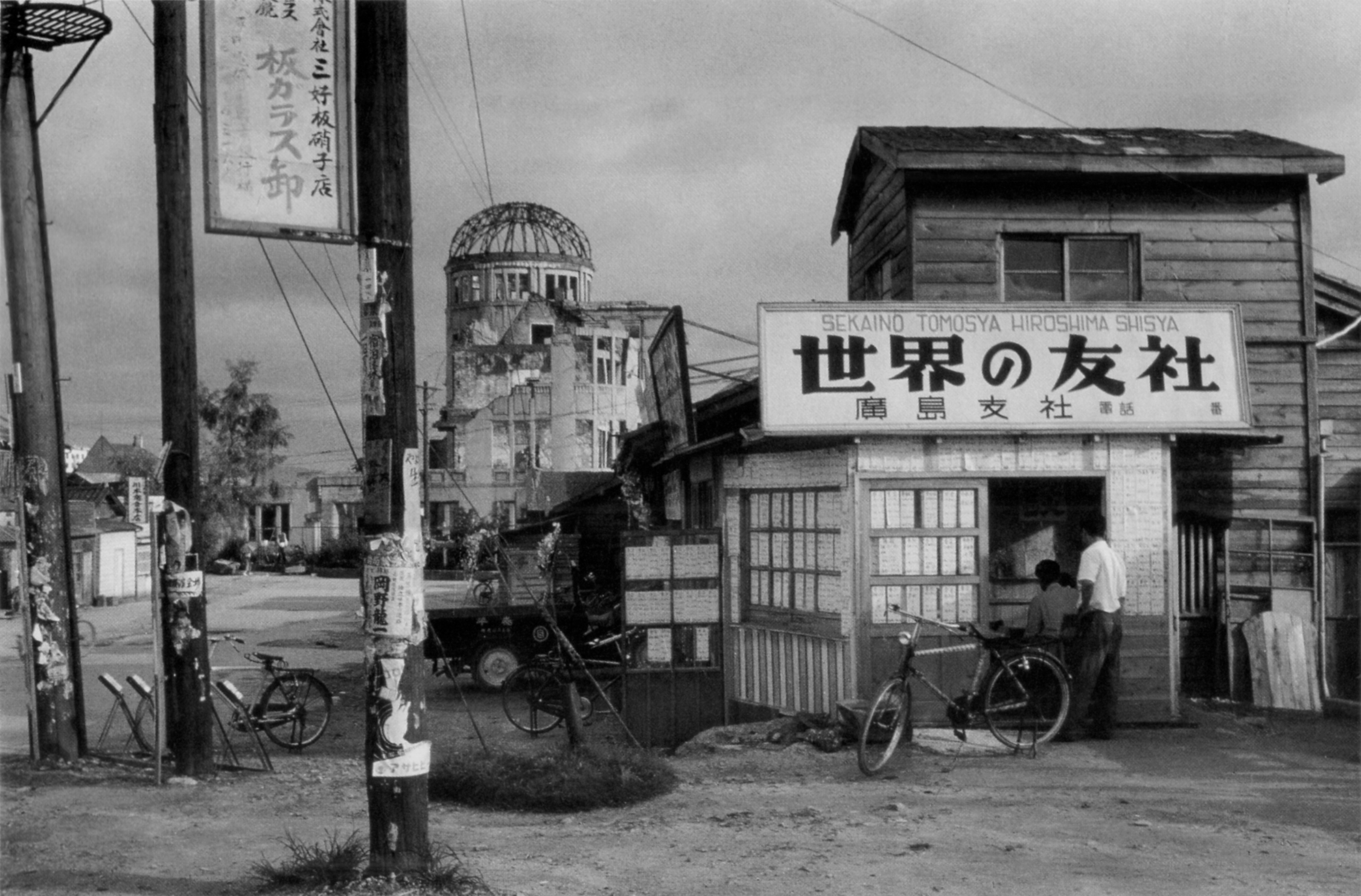
「原爆ドームのある街」(1952年)
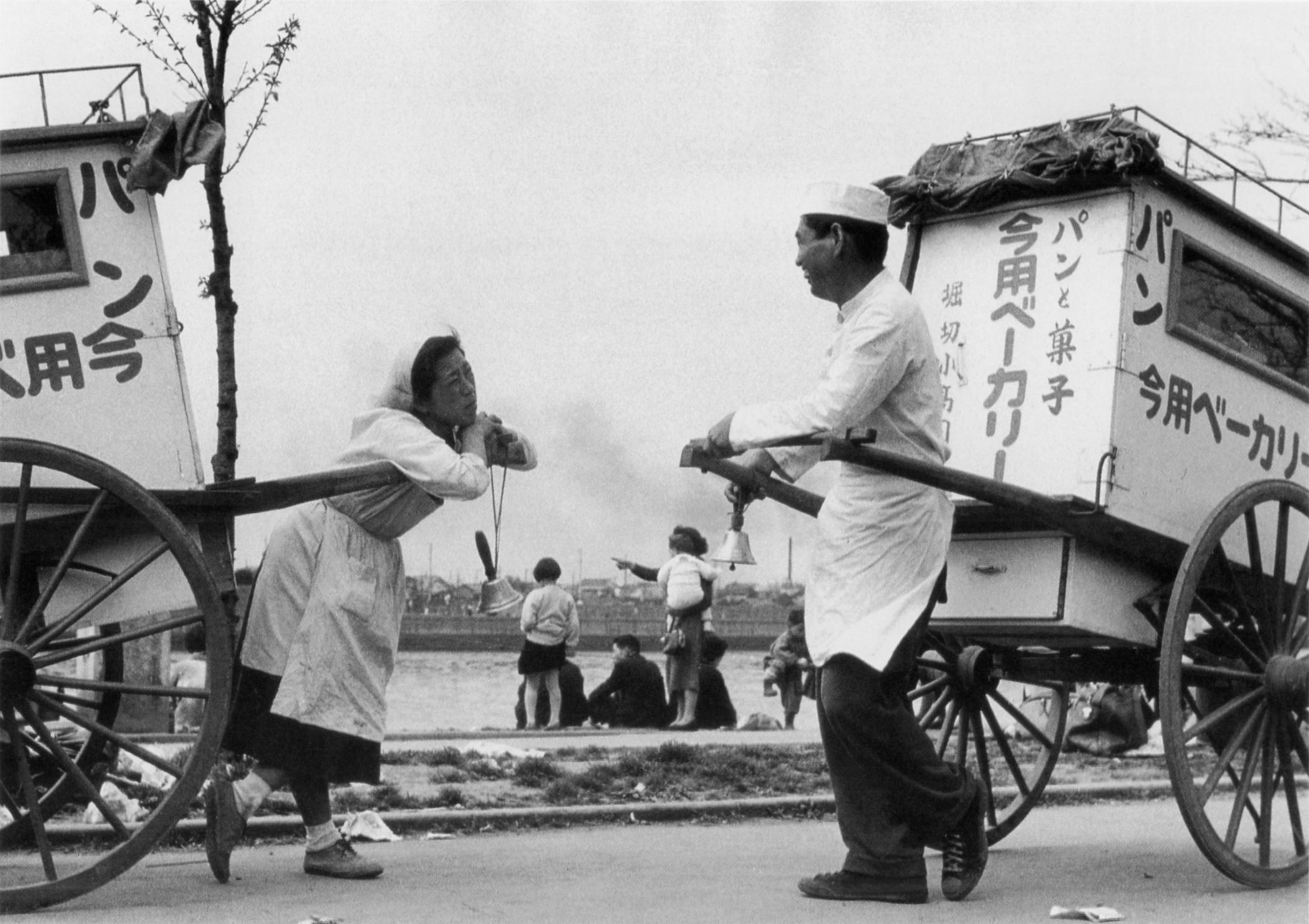
「パン屋さん」(1955年)
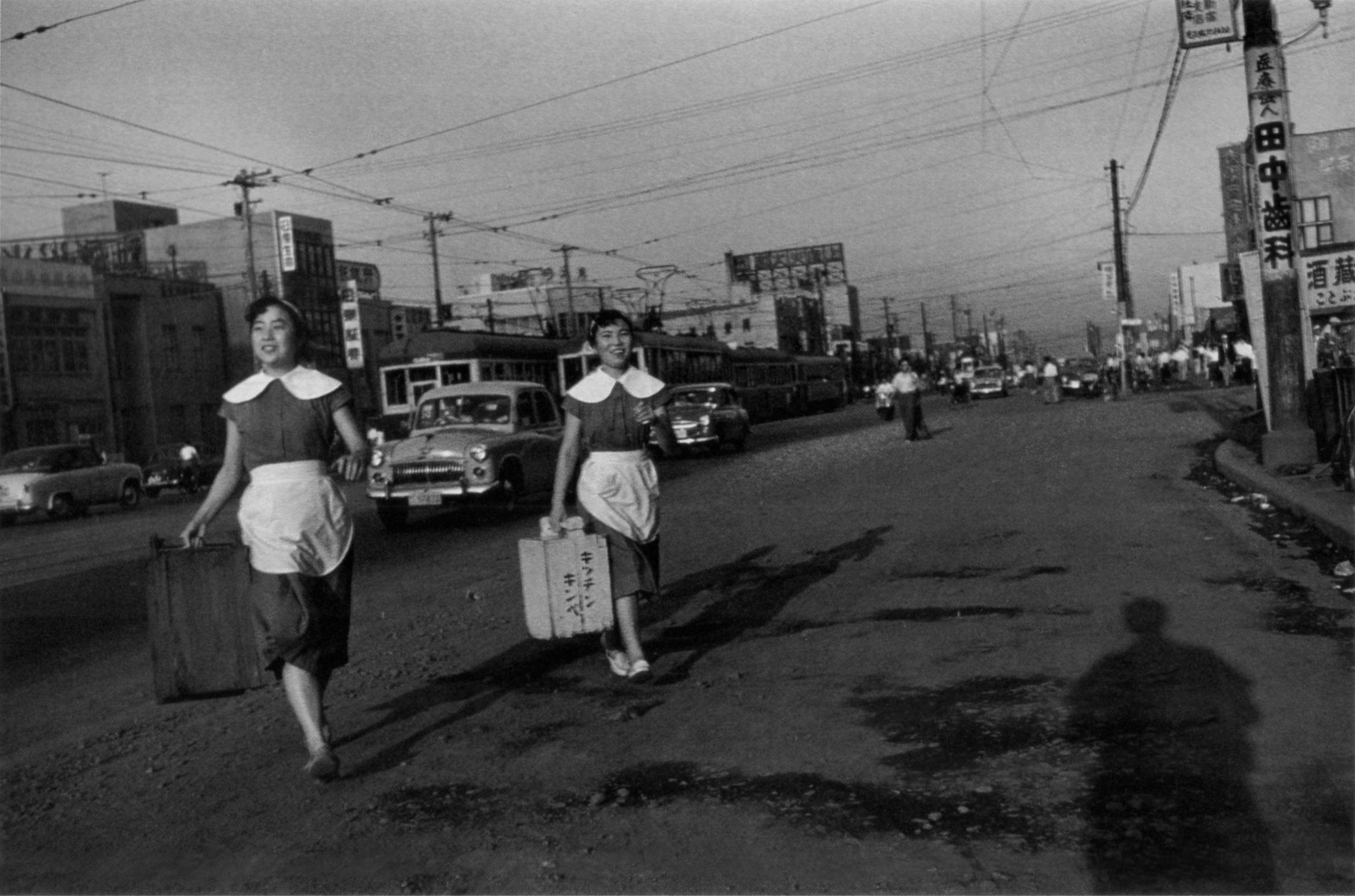
「出前をする食堂のウェイトレス」(1955年)